# 実話ナックルズX
『実話ナックルズX』（じつわナックルズエックス）は、かつてミリオン出版から発行されていた雑誌。コンビニエンスストア売りのムック本で、主にアダルト・サブカルチャーを中心とした編集がなされている。
表紙に記されているキャッチコピーは「日本の暗部をえぐるエンターテイメントマガジン」。月刊誌『実話ナックルズ』の姉妹誌。

## 概要
2007年8月創刊。芸能界のスキャンダル・ゴシップを扱っている実話誌の一種。コンビニエンスストアにおいて従来の実話誌が週刊誌と同じ場所に陳列されるのに対し、実話ナックルズXは、コンビニコミックと並べて陳列されている。そのような実話誌の場合、漫画が中心の構成のものが多くを占めるが、この雑誌は活字中心の構成であることが特徴である。隔月で発行され、2008年6月の第7号発行をもって休刊。2009年1月、『実話ナックルズX』『実話ナックルズ』の記事が再収録された増刊号が発売された。

## 連載（隔月刊誌時代）
- 夏原武　「悪い奴ほど本を読む」